# Malindi
Malindi (svahilsky Malindi) je keňské přístavní město, centrum stejnojmenného okresu (distriktu). Leží na březích Indického oceánu v zátoce Malindi u ústí řeky Galana, 120 km severně od Mombasy. Roku 1999 mělo 80 721 obyvatel.
Město žije především z turistiky, oblíbené je zvláště mezi Italy. Ve Starém městě se zachovalo mnoho památkově cenných domů, včetně mešity a paláce na pobřeží. Jižně od města leží zbytky města Gedi.

## Historie
Už v 9. století existovala na místě Malindi rybářská vesnice. Ve 14. století už bylo důležitým obchodním centrem východoafrického pobřeží, soupeřilo s Mombasou o dominantní postavení v regionu.
Začátkem 15. století ho navštívilo čínské loďstvo Čeng Chea. Roku 1498 se zastavil v Malindi na cestě do Kalikatu Vasco da Gama. Město se stalo pravidelnou zastávkou evropských lodí plujících do Indie.